# Maisoncelles-la-Jourdan
Maisoncelles-la-Jourdan település Franciaországban, Calvados megyében. Lakosainak száma 461 fő (2018. január 1.). Maisoncelles-la-Jourdan Roullours, Saint-Germain-de-Tallevende-la-Lande-Vaumont, Truttemer-le-Grand és Chaulieu községekkel határos.

## Népesség
A település népességének változása:
| Lakosok száma | 475  | 462  | 439  | 443  | 470  | 471  | 470  | 461  | 446  | 461  |
|               | 1962 | 1968 | 1982 | 1990 | 1999 | 2008 | 2011 | 2013 | 2017 | 2018 |